# Alfred Dengler

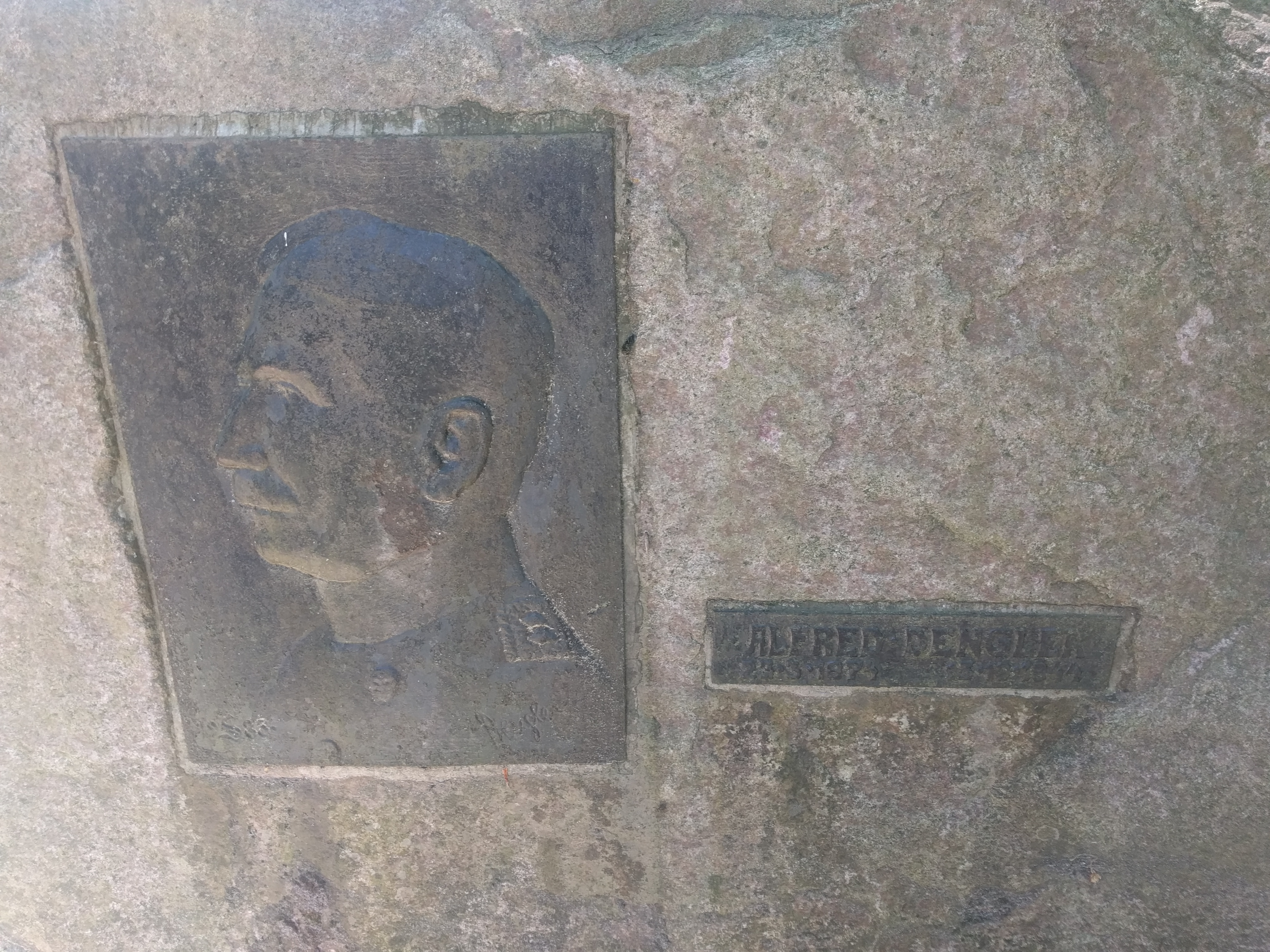
Gedenktafel für Alfred Dengler

Alfred Dengler (* 23. März 1874 in Berlin; † 15. Oktober 1944 in Eberswalde) war ein deutscher Forstwissenschaftler.

## Leben
Die Familie Dengler stammt ursprünglich aus Schlesien. Seine Eltern waren der Geheime Kanzleirat Ludwig Dengler (1834–1919) und dessen Ehefrau Klara Rasim (1847–1935), eine Tochter des Försters Anton Rasim († 1878).
Dengler studierte Forstwissenschaft an der Forstakademie Eberswalde. Nach dem Staatsexamen 1901 belegte er einige Semester Botanik an der Ludwig-Maximilians-Universität in München und wurde dort 1903 mit einer arealgeografischen Arbeit über die Kiefer (Pinus silvestris L.) mit „summa cum laude“ promoviert. Anschließend war er Assistent am Botanischen Institut in Eberswalde und ein Jahr Mitarbeiter am Pflanzenphysiologischen Institut der Universität Berlin. Von 1912 bis 1921 leitete er die staatliche Oberförsterei Reinhausen im südlichen Niedersachsen und führte waldbauliche Lehrveranstaltungen an der Forstakademie in Hann. Münden und der Universität Göttingen durch. Während des Ersten Weltkrieges wurde er überwiegend als Leiter eines Forstkommandos in Rumänien eingesetzt. Von 1921 bis 1927 übernahm er als Nachfolger von Max Kienitz die Leitung der Lehroberförsterei Chorin der Forstlichen Hochschule Eberswalde und die damit verbundenen Lehrverpflichtungen.
1922 wurde Dengler als Nachfolger des verstorbenen Alfred Möller auf den Lehrstuhl für Waldbau der Forstlichen Hochschule Eberswalde und als Leiter des Instituts für Waldbau („Möller-Institut“) berufen. Im November 1933 unterzeichnete er mit ca. 900 weiteren Hochschullehrern das Bekenntnis der Professoren an den deutschen Universitäten und Hochschulen zu Adolf Hitler. Dengler wurde 1939 emeritiert, übernahm aber 1941 wieder sein altes Amt in Vertretung seines zum Kriegsdienst eingezogenen Nachfolgers Herbert Hesmer. Der deutlich sich abzeichnende Zusammenbruch Deutschlands, gesundheitliche und vor allem familiäre Gründe ließen ihn trotz eines an Ehrungen und Auszeichnungen reichen Lebens am 15. Oktober 1944 im 71. Lebensjahr seinem Leben selbst ein Ende setzen. Sein Grab befindet sich auf dem Friedhof des Klosters Chorin.
Er heiratete 1909 in Kronberg (Taunus) Elisabeth Lade (1881–1952), die Tochter des Forstmeisters Ernst Lade (1849–1921) und der Auguste Kleinschmidt. Das Paar bekommt einen Sohn (Gerhard Dengler) und zwei Töchter. Eine der Töchter, Hilde Dengler, heiratet Eilhard Wiedemann (1891–1950), Professor, Leiter der Forstlichen Versuchsanstalt Niedersachsen.

## Wissenschaftliche Arbeiten

### 1. Pflanzengeographische Arbeiten
Vorwiegend im ersten Jahrzehnt (1901–1913) seiner wissenschaftlichen Tätigkeit erforschte Dengler die natürliche Verbreitung von Kiefer, Fichte und Weißtanne. Damals stand ihm als einzige Arbeitsmethode nur das Archivstudium zur Verfügung. Die Ergebnisse sind später durch Pollenanalysen bestätigt worden.

### 2. Waldbauliche Arbeiten
Nach Antritt der Waldbau-Professur und der Übernahme des Waldbau-Instituts bis zu seiner Emeritierung 1939 veröffentlichte Dengler zahlreiche wissenschaftliche Untersuchungsergebnisse zu Fragen des praktischen Waldbaus. Sie betrafen vor allem die Kiefernkulturtechnik wie z. B. die optimale Bedeckungstiefe des Kiefernsamens (was zum Bau der daraufhin allgemein eingeführten Sämaschine „Walddank“ führte). Weiter untersuchte er die Abhängigkeit der Pflanzenentwicklung von der Saatdichte, die Hoch- und Tiefpflanzung bei der Kiefer, den Einfluss der Bodenbearbeitung, Struktur und Wuchsverhalten eines alten Kiefern-Buchenmischbestandes und Kronenstruktur und Zuwachs märkischer Altkiefern. Daneben entstanden Publikationen zum Tannen-, Buchen- und Kiefernurwald, zur Anbauwürdigkeit der japanischen Lärche und zur Systematik waldbaulicher Betriebsformen. Aus seiner Vorlesung entwickelte er das Lehrbuch Waldbau auf ökologischer Grundlage, das in drei Auflagen 1930, 1935 und 1944 erschien. Danach wurde es mehrfach von Ernst Röhrig zusammen mit verschiedenen Co-Autoren neu aufgelegt: 4. Auflage 1971/72 in zwei Bänden mit A. Bonnemann, 5. Auflage 1980/82 in zwei Bänden allein, 6. Auflage 1990/92 in zwei Bänden mit N. Bartsch und H.A. Gussone, 7. Auflage 2006 in einem Band mit Norbert Bartsch und Burghard von Lüpke. Es bildet nach wie vor das Standardwerk des Waldbaus in Deutschland.

### 3. Forstgenetische Arbeiten
Abgesehen von einer 1908 erschienenen Auswertung der ältesten Kiefernprovenienzversuche in Deutschland hat sich Dengler mit forstgenetischen Untersuchungen vorwiegend in den letzten 15 Lebensjahren beschäftigt, davon wurden einige erst 10 Jahre nach seinem Tod aus dem Nachlass veröffentlicht. Als erster in Deutschland führte er gelenkte Kreuzungsversuche von Kiefern unterschiedlicher Provenienzen in den Jahren 1928, 1929 und 1933 durch, die wichtige Erkenntnisse für die Provenienzforschung erbrachten. Es folgten weitere Kreuzungsversuche zwischen japanischer und europäischer Lärche, Stiel- und Traubeneiche, Berg- und Waldkiefer, außerdem Einzelstammabsaaten von Eichen, Buchen, Fichten und Kiefern, Provenienzversuche mit märkischen und türkischen Kiefern, Fichten- und Lärchenherkünften und Untersuchungen zur Blütenbiologie der Kiefer und Keimungsphysiologie von Baumpollen. Dengler betonte die Bedeutung dieses Forschungsgebietes, wies aber auch wiederholt auf die Wichtigkeit der Einzelbaumauslese im praktischen Betrieb bei Durchforstungseingriffen hin.

## Auseinandersetzung mit der Dauerwaldbewegung
Alfred Möller vertrat in einem Aufsatz 1920 über „Kiefern-Dauerwaldwirtschaft“ und in seinem kurz vor seinem Tode 1922 erschienenen Werk Der Dauerwaldgedanke die Ansicht, dass der Wald ein Organismus sei, der nur in Harmonie aller seiner Organe gesund und zu höchster Holzerzeugung befähigt sei. Da auch der Boden ein Organ des Waldorganismus sei, sei ein Kahlschlag „Mord am Waldwesen“. Daraus ergaben sich folgende Forderungen an die praktische Forstbetriebsführung: 1. Gleichgewichtszustand aller dem Walde eigentümlichen Glieder; 2. Gesundheit und Tätigkeit des Bodens; 3. Mischwald; 4. Ungleichaltrigkeit; 5. Überall genügender Derbholzvorrat.
Dengler lehnte nicht nur die Übertreibungen des Dauerwaldgedankens ab (wie sie durch Wiebecke, Lüderßen und viele andere nach dem Tode von Möller vertreten wurden), sondern auch den Kern der Idee, nämlich die Auffassung des Waldes als Organismus. Dies wird in seinem Vortrag auf der Forstvereinstagung 1925 in Salzburg sehr deutlich: „Ein Organismus in diesem Sinne aber ist der Wald nicht. Seine Glieder: Böden, Pflanzen und Tiere sind nicht bloße Organe (Organa = Werkzeuge), die nur dem Organismus zu dienen bestimmt sind und von ihm losgelöst, Lebensfähigkeit und Funktion einbüßen. Sie dienen vielmehr in erster Reihe ein jedes sich selbst und können auch außerhalb des Waldganzen leben – wenn auch oft nur in veränderter Form und in weniger vollkommener Weise. Die Pflanzengeographie hat bereits einen treffenderen und richtigeren Ausdruck für diesen Gedanken Roßmäßlers gefunden: Lebensgemeinschaft oder Biozönose. Das ist nicht Wortklauberei oder Engherzigkeit. Denn die daraus entspringende Folgerung ist schwerwiegend: Der Zusammenhang der Teile ist viel loser und nicht untrennbar, die gegenseitige Abhängigkeit wohl vorhanden, aber lange nicht so stark und so unbedingt wie beim Organismus.“ Mit dieser Ansicht kam Dengler der heutigen Auffassung vom Wald als Ökosystem sehr nahe. Auch die naturphilosophische Begründung für ein organismisches Waldverständnis, wie sein Kollege Hans Lemmel sie 1939 vertrat, wies Dengler zurück.
Aus seiner naturwissenschaftlichen und forstpraktischen Sicht waren nicht die theoretischen und philosophischen Gedanken entscheidend, sondern deren Auswirkungen auf die Praxis der Waldbewirtschaftung. Ein Beispiel für diese Denkweise ist Denglers Stellungnahme zur generellen Ablehnung des Kahlschlags durch die Anhänger der Dauerwaldbewegung (enthalten in dem oben zitierten Aufsatz Zu Lemmel’s Kritik an meiner Stellung zum Dauerwaldgedanken): Das Wesen des Kahlschlages könne nicht von der vorgefassten Auffassung des Waldes als Organismus beurteilt werden, sondern nur durch exakte, d. h. vergleichende Untersuchungen von Boden und Bestand nach Kahllegung und unter Bestand. Danach sei bis jetzt die Schädlichkeit des Kahlschlags für die ostdeutsche Kiefernwirtschaft nicht bewiesen, im Gegenteil, für die Kiefernverjüngung sei ein Kahlschlag fast immer von Vorteil. Nicht überall lasse sich die Kiefer so gut natürlich unter Schirm verjüngen wie unter den speziellen Boden- und Bestandsverhältnissen im Privatforstbetrieb Bärenthoren in den ersten Jahrzehnten des 20. Jahrhunderts. Wie bei vielen anderen Stellungnahmen Denglers wird hier deutlich, dass er sich im Unterschied zu den Dauerwaldanhängern vor Verallgemeinerungen hütete und stets die Einflüsse von Standort und Bestand betonte. In seiner oben erwähnten Rede anlässlich der Tagung des Deutschen Forstvereins 1925 formulierte er folgende Leitsätze: „Die Dauerwaldwirtschaft hat nur teilweise Erfolge aufzuweisen, die aber stets durch besondere standörtliche Umstände bedingt sind. Trotzdem enthält der Gedanke viel Gutes und Richtiges, wenn man sich von Übertreibungen fern hält. Die Linie der Entwicklung geht aber in der forstlichen, wie in jeder anderen Technik nicht ‚zurück zur Natur‘, sondern zur immer weiteren ‚Beherrschung der Natur‘“.
Die Frage der Kiefernverjüngung unter Schirm wurde im Laufe der Jahre zum zentralen Streitobjekt der Dauerwaldauseinandersetzungen. Dengler versuchte sie zu lösen, einmal durch Auswertung der Verjüngungserfolge auf den Fraßflächen der Kieferneule (Panolis flammea), und dann durch eine groß angelegte Untersuchung über die Abhängigkeit der natürlichen Kiefernverjüngung von Standort und Bewirtschaftung. Diese umfangreichen Arbeiten sind leider durch den Zweiten Weltkrieg zerstört worden.
Dengler hat sich selbst als bedingter Anhänger der Dauerwaldbewegung bezeichnet. Besonders eine ihrer Hauptforderungen, nämlich die Aufgabe einer übertrieben großflächigen Reinbestandswirtschaft, unterstützte er, auch wenn er erkannte, „dass das Pendel, wie immer in der Geschichte nun erstmal zur anderen Seite hin ausschlägt“.
Von 1933 bis 1937 ordnete der preußische Generalforstmeister Walter von Keudell die Dauerwaldwirtschaft in ganz Deutschland an. Sie wurde dadurch zur forstlichen Staatsideologie, und es war nicht ungefährlich, ihr zu widersprechen. Dengler lehnte diese rigorose Generalisierung der Dauerwaldgrundsätze ab, was zur Folge hatte, dass ihm wie weiteren kritischen Professoren in Eberswalde (z. B. Walter Wittich und Eilhard Wiedemann) verboten wurde, Prüfungen abzuhalten. Erst als v. Keudell durch Friedrich Alpers abgelöst wurde, endete durch einen grundlegenden Erlass des Reichsforstmeisters die alleinige Geltung der Dauerwaldprinzipien. Dengler wurde voll rehabilitiert und als persönlicher Berater von Alpers eingesetzt.

## Ehrungen
- Ehrendoktorwürde der Königlich Preußischen Forstakademie in Hannoversch Münden, 1939.
- Ehrenmitgliedschaft der Forstwissenschaftlichen Gesellschaft Finnlands, 1934.
- Goethe-Medaille für Kunst und Wissenschaft, 1944.

In der brandenburgischen Stadt Eberswalde wurde eine Straße nach ihm benannt. Die alte Forststraße vom Kloster Chorin nach Brodowin ist nach Dengler benannt, dort findet sich auch ein Gedenkstein für ihn.

## Werke
- Waldbau auf ökologischer Grundlage, Berlin, Verlag J. Springer, 1930.